# Georg Grünberg (Ethnologe)

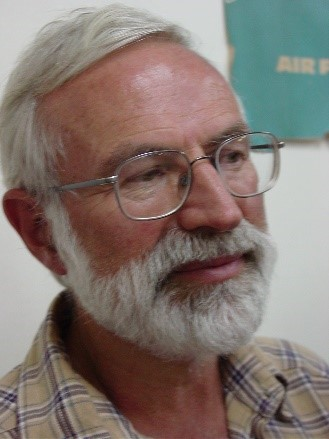
Georg Grünberg (2022)

Georg Grünberg (* 20. Dezember 1943 in Wien) ist ein österreichischer Ethnologe, Lateinamerika-Forscher und Hochschullehrer.

## Leben
Grünberg maturierte 1962 am Wiener Schottengymnasium und studierte an der Universität Wien von 1963 bis 1969 Völkerkunde und Linguistik. Mit einem Stipendium des brasilianischen Außenministeriums konnte er an der Universidade de São Paulo  brasilianischen Ethnologie studieren und von Oktober 1965 bis September 1966 Feldforschungen beim Volk der Kaiabí (Kawaiwete) im oberen Tapajós-Gebiet Amazoniens durchführen. Angesichts der schweren Menschenrechtsverletzungen (Genozid, Ethnozid), denen Indigene im nordwestlichen Mato Grosso ausgesetzt waren, wurde dieser Aufenthalt zu einem Schlüsselerlebnis.
1969 wurde Grünberg zum Dr. phil. promoviert und arbeitete anschließend bis 1971 als wissenschaftlicher Assistent am Seminar für Ethnologie der Universität Bern. Er beteiligte sich an der Vorbereitung und Koordinierung einer internationalen Tagung an der University of the West Indies in Barbados zur Lage der Indigenen im südamerikanischen Tiefland, die konkrete Vorschläge zu deren Verbesserung erarbeitete. Die so entstandene erste Deklaration von Barbados: Für die Befreiung der Indianer von 1971 wurde zu einem Programm für eine an den Menschenrechten der Indigenen interessierte Wissenschaft, die in Lateinamerika weite Verbreitung fand. Weitere Tagungen fanden 1977 in Barbados und 1993 in Rio de Janeiro statt.
Anschließend an die erste Barbados-Tagung folgte ein siebenjähriger Forschungsaufenthalt gemeinsam mit seiner Frau Friedl und dem dort geborenen Sohn bei den Guaraní in Ost-Paraguay sowie ein schrittweiser Aufbau eines aktionsorientierten Projektes mit Schwerpunkt Landsicherung, TBC-Bekämpfung und Alphabetisierung in der Muttersprache.
Weitere Etappen stationärer Aktionsforschung waren gemeinsam mit Indigenen zu den Themen Landrechte und Ressourcennutzung, ökologische Anthropologie, biokulturelle Diversität, politische Autonomien, indigene Wissenssysteme und indigene Bewegungen in Brasilien (oberer Rio Negro und südlicher Mato Grosso), Mexiko (1979 Forschungsassistent am Studienzentrum CISINAH, Projektbegleitung in der Sierra Huichola), Paraguay (Chaco Central, Amambay), Nicaragua (Costa Caribe) und Guatemala (Petén, Izabal, Chiquimula). Ziel war Forschung gemeinsam mit lokalen Wissensträgern und Kollegen, grundlegende Rechte auf Land, Autonomie, Kultur und Wissen umzusetzen und eine selbstbestimmte und innovative Entwicklung zu ermöglichen. 
Zur gleichen Zeit wirkte er bei Forschung und Lehre an regionalen Universitäten und Projektberatung. Es folgten Gastprofessuren und Teilnahme an Workshops, Seminaren und Master-Lehrgängen. Von 1986 bis 2020 hatte er kontinuierlich Lehraufträge an der Universität Wien.
Grünberg wurde 2015 der Österreichische Preis für Entwicklungsforschung verliehen. Er war Vorstandsmitglied des Österreichischen Lateinamerikainstitutes (LAI), der Lateinamerikaforschung Austria (LAF-Austria) und von OIKODROM (Vienna Institute for Urban Sustainibility).
Das österreichische Rundfunkprogramm Ö1 widmete Georg Grünberg und dem „indianischen Wissen“ ein Porträt in seiner Serie „Menschenbilder“ (2006).

## Publikationen (Auswahl)
- (Coord.) La situación del Indígena en América del Sur. Aportes al estudio de la fricción interétnica en los indios no-andinos; Montevideo (reimpresión 2019, Quito); 1972, ISBN 978-9978-10-367-8
- Las nacionalidades de la Costa Atlántica de Nicaragua en la Revolución Sandinista. In: Revista Mexicana de Ciencias Políticas y Sociales 103:33-55, UNAM; México. 1981
- (Coord.) Articulación de la Diversidad: Pluralidad étnica, autonomías y democratización en América Latina; Quito; 1995, ISBN 9978-04-162-1
- Tierras y territorios indígenas en Guatemala; Cd. de Guatemala; 2003, ISBN 99922-66-83-X
- Os Kaiabi do Brasil Central. História e Etnografia. ISA; São Paulo; 2004, ISBN 85-85994-27-4
- (mit Bartomeu Melia und Friedl Grünberg). Paï -Tavyterã: Etnografía Guaraní del Paraguay Contemporáneo. Segunda edición corregida y aumentada; Asunción; 2008, ISBN 978-99953-49-05-9
- (mit Liza Grandia und Bayron Milián) Tierra e Igualdad. Desafíos para la Administración de Tierras en Petén, Cd. de Guatemala; 2012
- (mit Friedl Paz Grünberg) Los Guaraní: persecución y resistencia. Pueblos indígenas del centro de América del Sur; Quito 2014, ISBN 978-9942-09-195-6
- Für die Befreiung der Indianer.  50 Jahre Deklaration von Barbados. In: Lateinamerika Anders 2-2021: 30-31; Wien; 2021
- Barbados 1971, un desafío vigente. In: Alberto Chirif (Ed.), Por la conquista de la Autodeterminación. En el cincuentenario de la Declaración de Barbados; S. 45–58; IWGIA; Lima; 2021, ISBN 978-87-93961-19-7